# Giannis Kondoes
Giannis Kondoes (Atenas, Ática, Grecia, 24 de mayo de 1986) es un futbolista de Grecia. Juega de lateral derecho y su equipo actual es el AEK Atenas FC de la Alpha Ethniki de Grecia.

## Clubes
| Club          | País   | Temporadas |
| ------------- | ------ | ---------- |
| AEK Atenas FC | Grecia | 2011-      |
| Panionios     | Grecia | 2007-2011  |

- Datos: Q982819
- Multimedia: Giannis Kondoes / Q982819